# Нова Франция
Нова Франция (на френски: Nouvelle-France) е общото наименование на френските колонии в Северна Америка, съществували от 1534 г., когато пътешественикът Жак Картие открива река Сейнт Лорънс, докато – в резултат от Френската и индианска война, те не са разделени между Великобритания и Испания.
През 1712 г., до Утрехтския мирен договор, Нова Франция се разделяла на Канада, Акадия, Хъдсънов залив, Пласентия и Луизиана. След Утрехския мирен договор Франция изгубила Хъдсъновия залив, Акадия и Нюфаундленд, като вместо Акадия, Франция установява нова колония – Ил Роял (на френски: Île Royale).

## Галерия
- Национално знаме на Нова Франция
- Герб на Нова Франция
- Карта на Нова Франция от Самюел дьо Шамплен, 1612
- Френска Луизиана